# Terebellum (chi ốc biển)
Terebellum là một chi ốc biển, là động vật thân mềm chân bụng sống ở biển trong họ Seraphsidae.

## Các loài
- †Terebellum cinctum K. Martin, 1916
- Terebellum delicatum (Kuroda, T. & Kawamoto, 1956)
- Terebellum hubrechti (Poppe, G.T. & S.P. Tagaro, 2016
- †Terebellum humilispirum Raven, 2021
- †Terebellum koeneni Marquet, Lenaerts & Laporte, 2016
- †Terebellum olympiae Rolando, 2001
- †Terebellum papilliferum K. Martin, 1916
- Terebellum simoni Dekkers, S. J. Maxwell & Congdon, 2019
- Terebellum terebellum (Linnaeus, 1767)[2]

Đồng nghĩa
- †Terebellum chilophorum Cossmann, 1889: synonym of † Seraphs chilophorus (Cossmann, 1889)  (superseded combination)
- †Terebellum convolutum Lamarck, 1803: synonym of † Seraphs convolutus (Lamarck, 1803) (original combination)
- Terebellum cylindrarium (Pallas, 1766) : synonym of Nereis cylindraria Pallas, 1766
- †Terebellum eratoides Cossmann, 1889: synonym of † Miniseraphs eratoides (Cossmann, 1889)  (superseded combination)
- †Terebellum isabella Deshayes, 1865: synonym of † Miniseraphs isabella (Deshayes, 1865) (superseded combination)
- Terebellum lineatum Röding, 1798 : synonym of Terebellum terebellum (Linnaeus, 1758)
- Terebellum maculosum A. Adams, 1848: synonym of Terebellum subulatum Lamarck, 1811: synonym of Terebellum terebellum (Linnaeus, 1758) (junior synonym)
- †Terebellum olivaceum Cossmann, 1889: synonym of † Seraphs olivaceus (Cossmann, 1889)  (superseded combination)
- Terebellum punctulatum Röding, 1798 : synonym of Terebellum terebellum (Linnaeus, 1758)
- Terebellum striatum Koenen, 1889 † : synonym of Terebellum koeneni Marquet, Lenaerts & Laporte, 2016 † (invalid: junior homonym of Terebellum striatum Tuomey & Holmes, 1857; T. koeneni is a replacement name)
- Terebellum subulatum Lamarck, 1811 : synonym of Terebellum terebellum (Linnaeus, 1758)

## External links
- Lamarck [J.B.P.A. de M. de. ([1798]). Tableau encyclopédique et méthodique des trois règnes de la nature, Mollusques Testacés. Part 21 [Livraison 64, 29 April 1798]: pls. 287-390 , Paris: H. Agasse ]
- Gistel, Johannes [Nepomuk Franz Xaver. (1848). Naturgeschichte des Tierreichs: für höhere Schulen. [text book]. 1-216, i-xvi, Plates 1-32. Stuttgart. Scheitlin & Krais]
- Rafinesque, C. S. (1815). Analyse de la nature ou Tableau de l'univers et des corps organisés. [Book. 1-224, (self-published) Palermo]